# Бад Лобенщайн
Бад Лобенщайн (на немски: Bad Lobenstein е малък град в Тюрингия, Германия, с 6073 жители (към 31 декември 2014). До 2005 г. се казва Лобенщайн.
Лобенщайн е споменат за пръв път през 1250 г. като резиденция на рицари и става град през 1278 г.